# لقمان یوسف
تان سری داتو لقمان بن یوسف (زاده ۱۱ سپتامبر ۱۹۱۰ – درگذشت ۱۳ مه ۱۹۷۲) اولین شهردار کوالالامپور، در مالزی بود، او پس از آنکه در روز ۱ فوریه ۱۹۷۲ به‌طور رسمی وضعیت یک شهر به کوالالامپور اعطا شد، به این مقام برگزیده شد.